# Cidaroidea
Sous-classe
Les Cidaroidea sont une sous-classe d’oursins primitifs abondant dans les mers du Paléozoïque. À l’heure actuelle seul l’ordre des Cidaroida n’est pas éteint.

## Description et caractéristiques
Ce sont des oursins réguliers : le test (coquille) est plus ou moins sphérique, protégé par des radioles (piquants), l'ensemble suivant une symétrie pentaradiaire (centrale d'ordre 5) reliant la bouche (péristome) située au centre de la face orale (inférieure) à l'anus (périprocte) situé à l'apex aboral (pôle supérieur). Ils présentent les caractères suivants :
- un  test composé de vingt colonnes de plaques (4x5), les paires de colonnes ambulacraires alternant avec les paires d'interambulacres ;
- des plaques intermambulacraires ne portant qu'un seul tubercule primaire, très volumineux (sauf chez les Tetracidaris qui en ont deux) ;
- une lanterne d'Aristote portant cinq dents incurvées à la section en forme de « U » ; des pyramides sans foramen magnum[1].

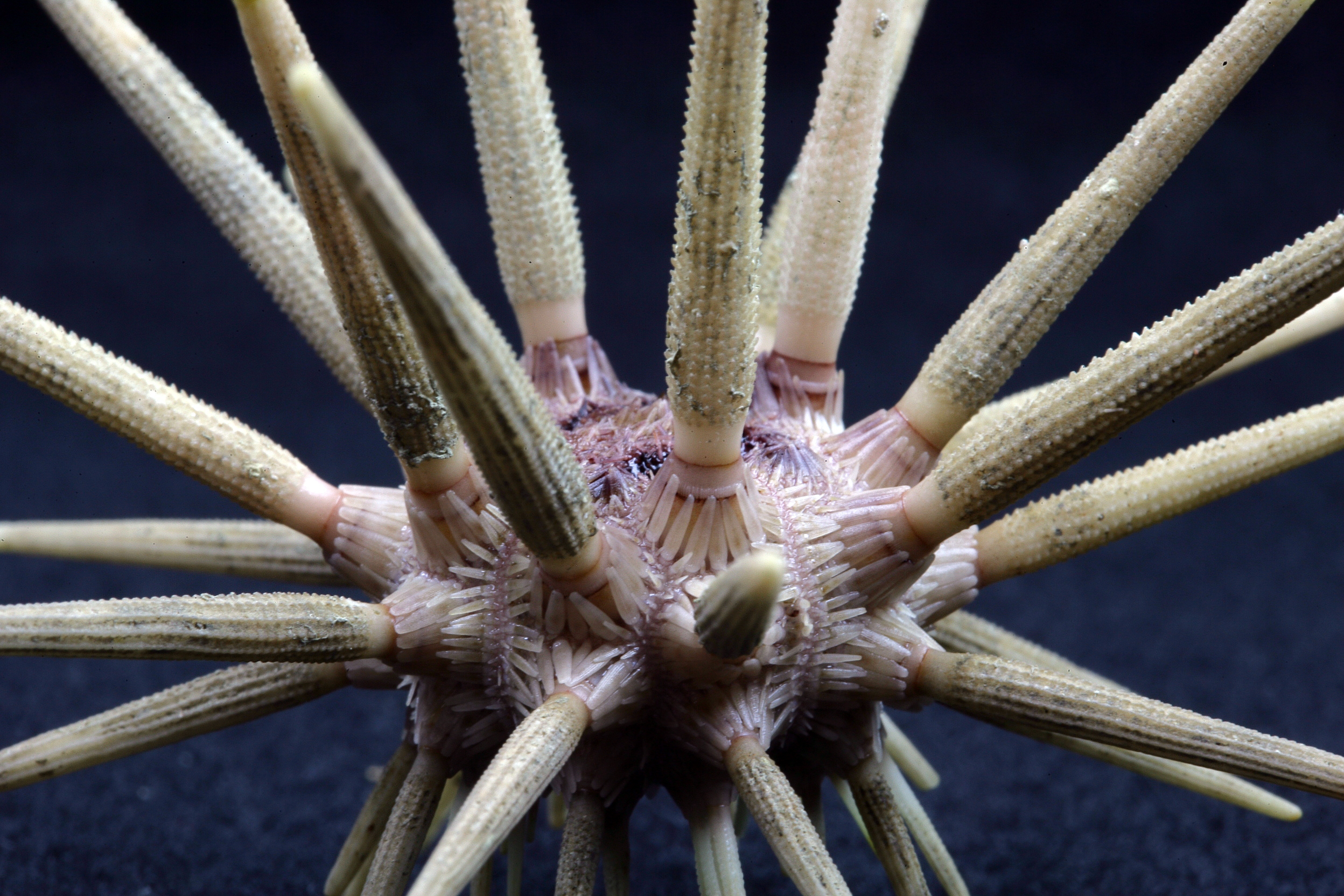
Gros plan sur un Cidaris cidaris.

Ce groupe semble être apparu au début du Permien.

## Taxinomie
Selon World Register of Marine Species (1 décembre 2013), cette sous-classe ne contient plus qu'un seul ordre vivant : Cidaroida Claus, 1880.
Cependant, il est fort possible que cette sous-classe ait abrité de nombreux ordres aujourd'hui disparus, vu la profusion de formes basales aux apomorphies similaires dans le registre fossile.

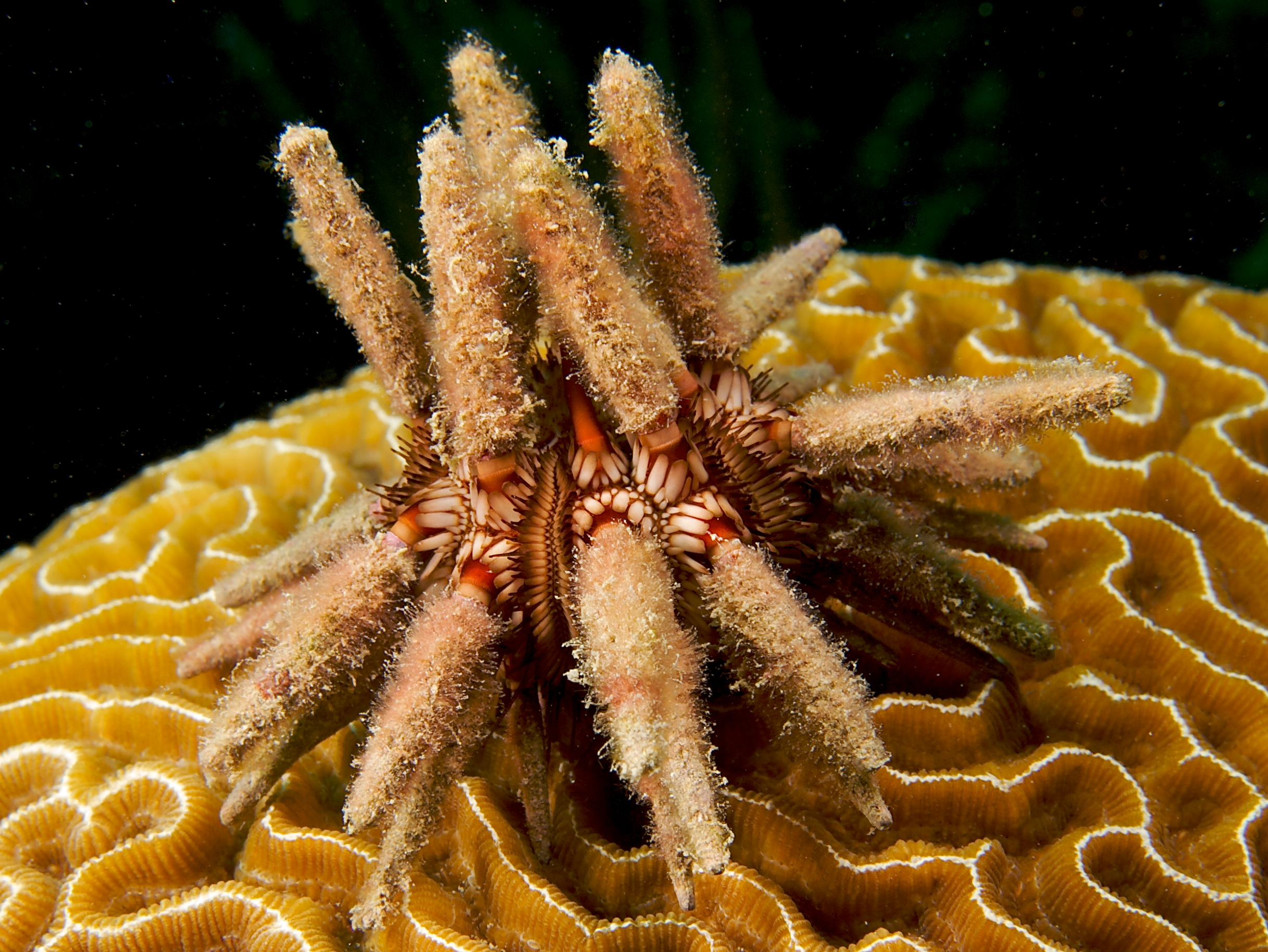
Eucidaris tribuloides (« Oursin-lance antillais »).
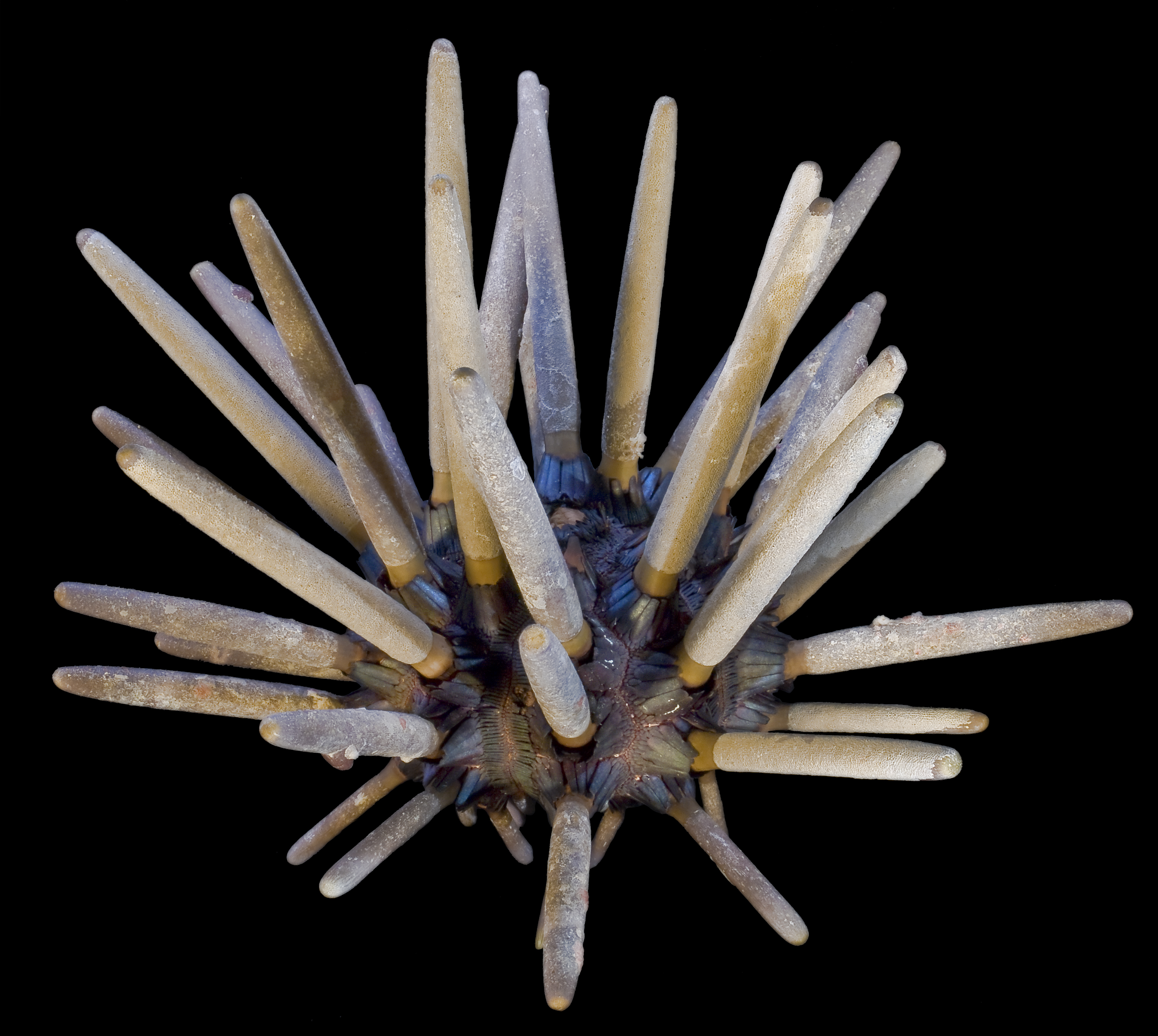
Phyllacanthus imperialis (« Oursin-baguette »).
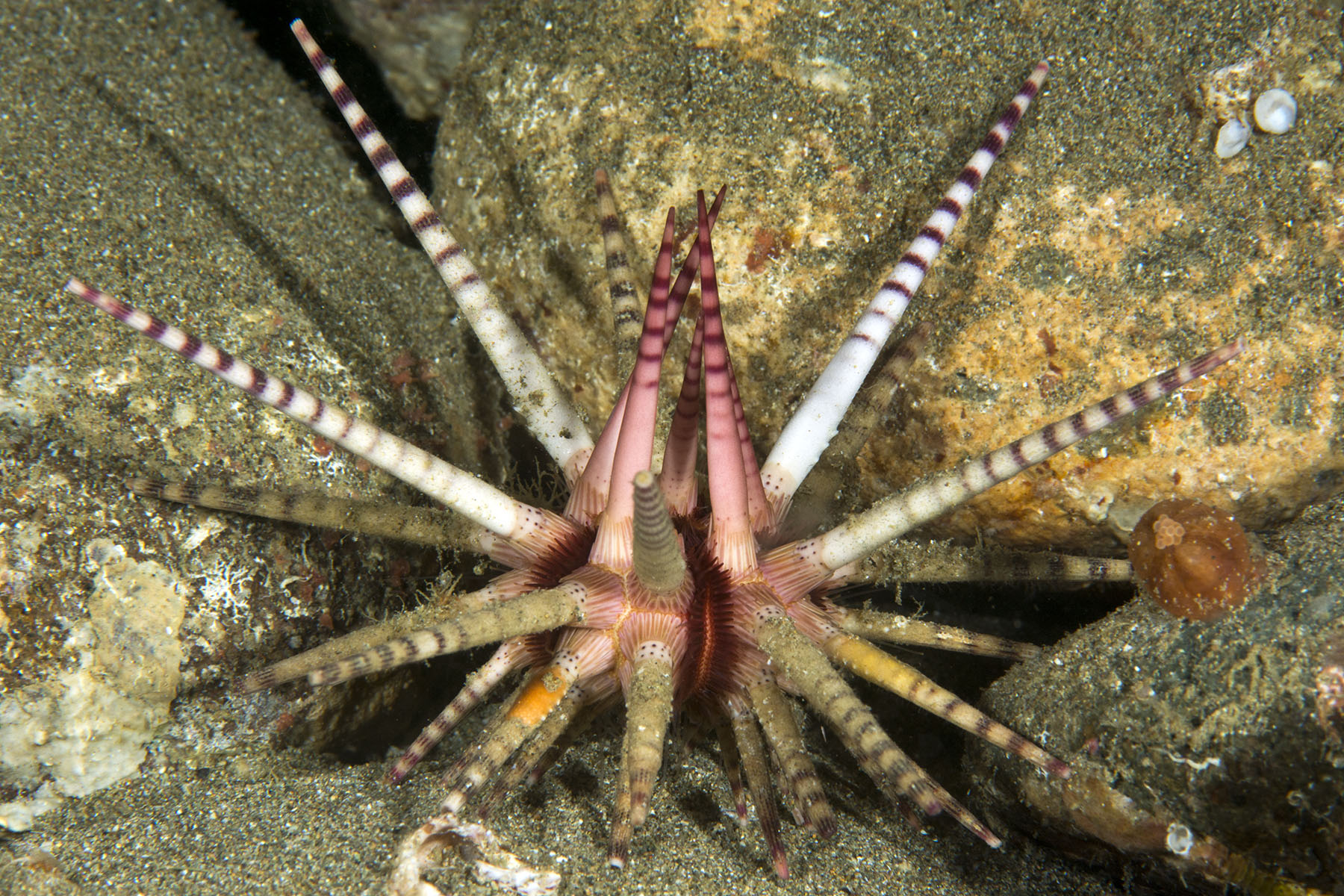
Prionocidaris baculosa
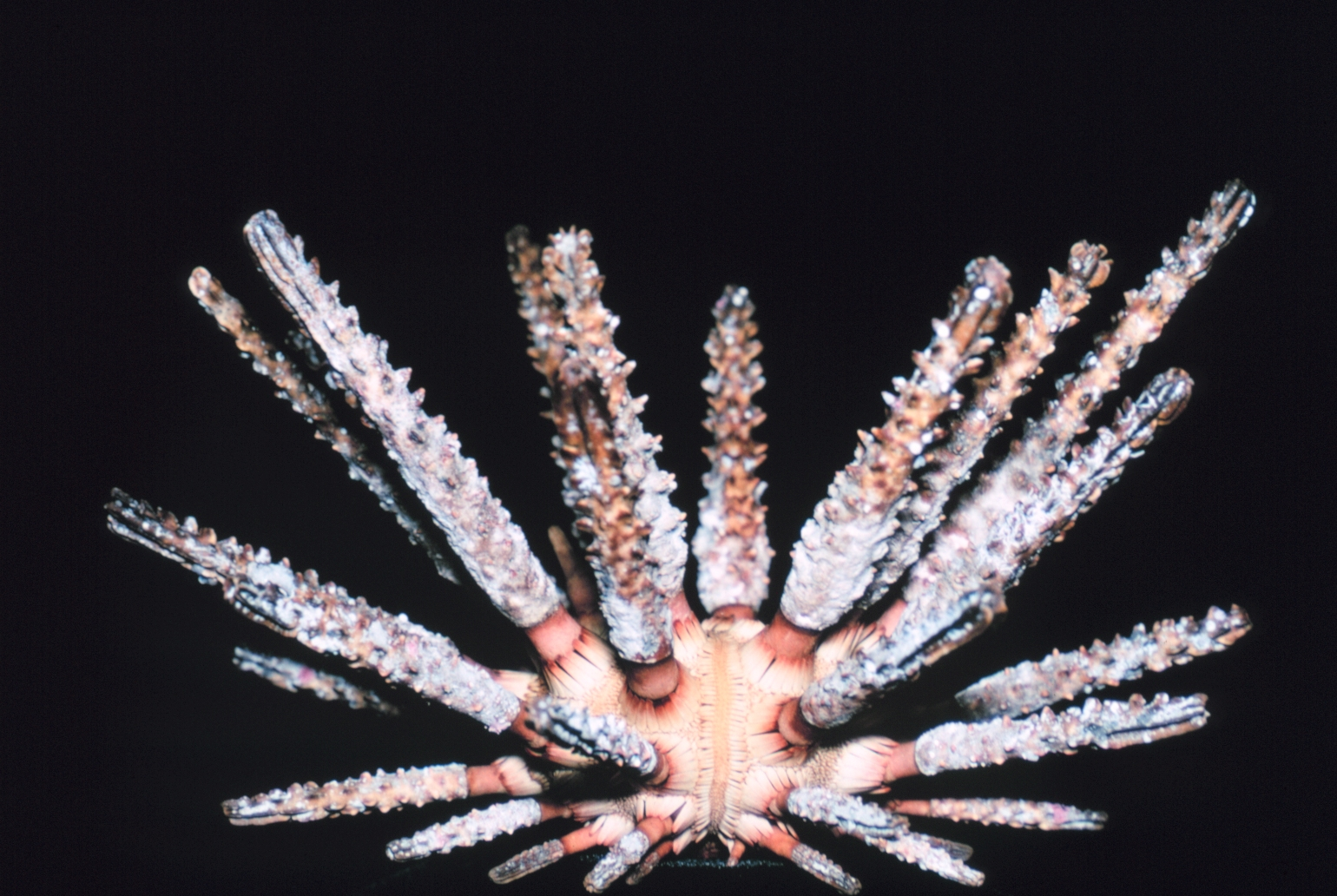
Chondrocidaris gigantea.
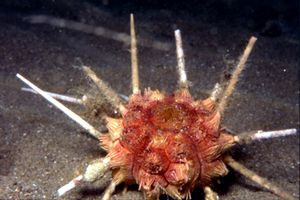
Stylocidaris affinis (« Oursin-lance rouge »).
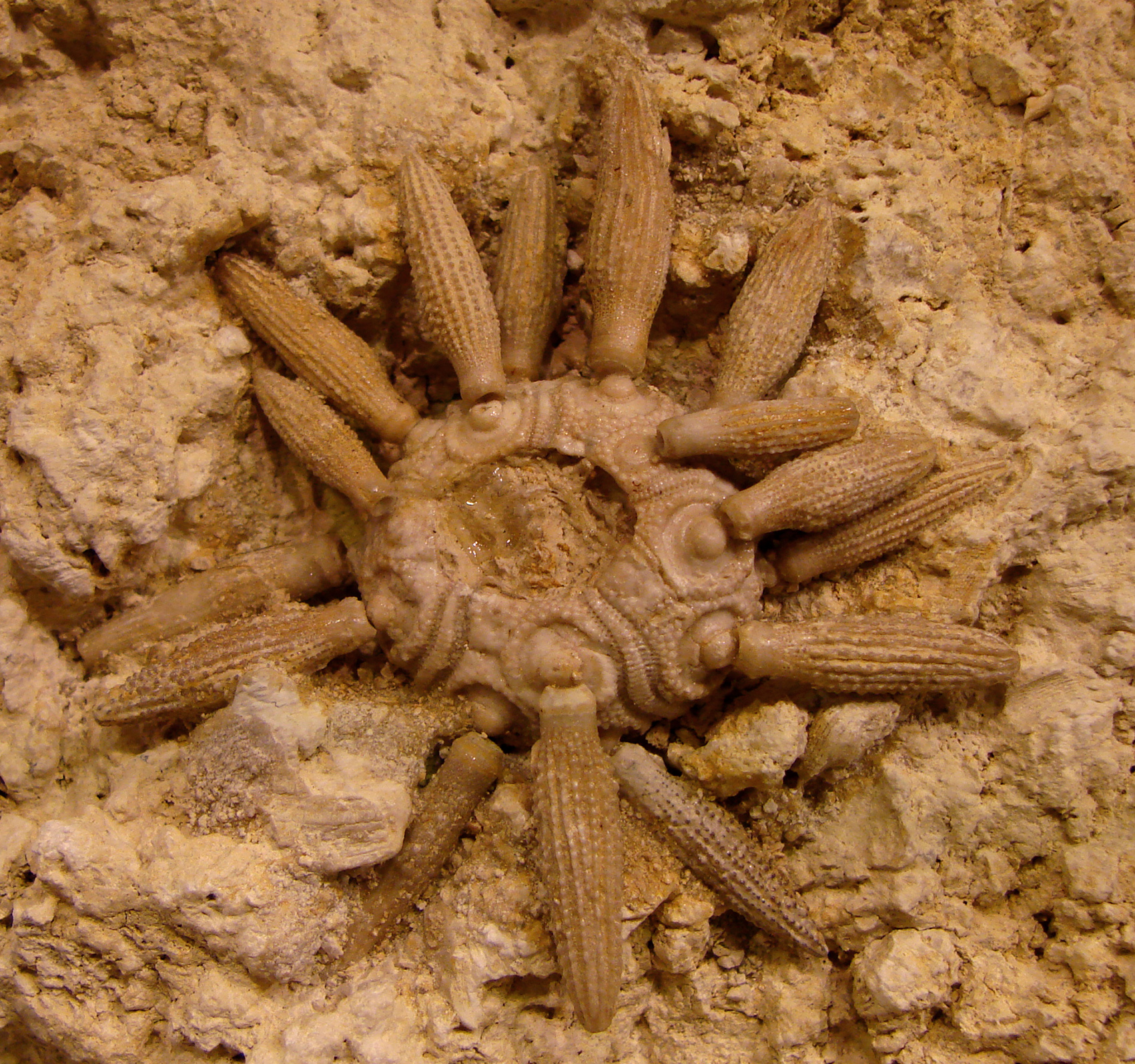
Balanocidaris marginata, un Psychocidaridae fossile.